# Hula hoop

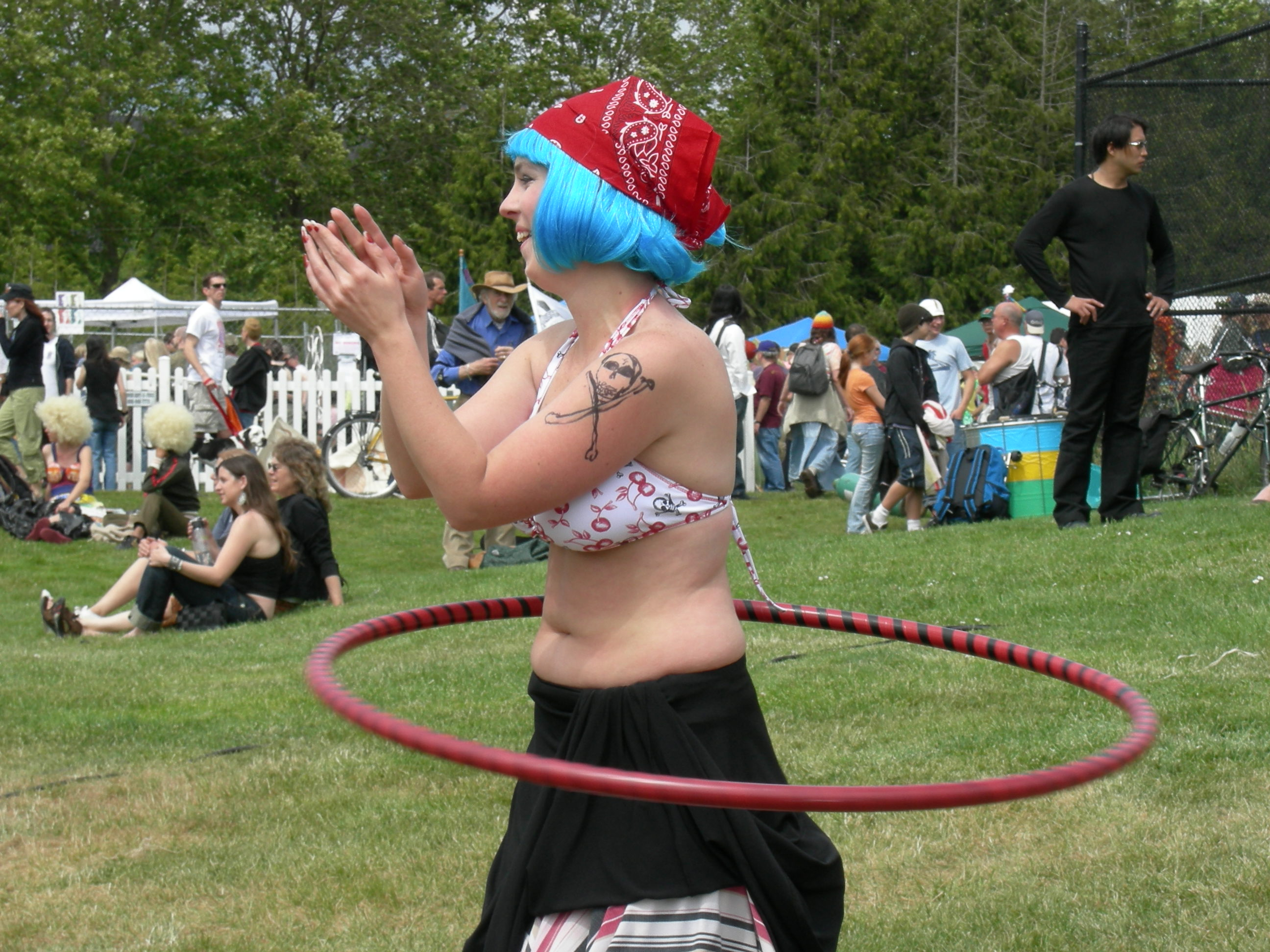
Žena s obručí

Hula hoop (též hula-hop či hooping nebo hoop dance) je sportovní, taneční a artistická disciplína, při které hooper točí obručí (jednou nebo více) kolem různých částí těla (nejčastěji kolem trupu, končetin či krku).

## Typy obručí
Hula hoop obruče se liší velikostí, hmotností a materiálem. Hooper by si svou obruč měl vybírat podle typu triků, které chce provádět, a také podle vlastní pokročilosti a zdatnosti. Kdo s hoopingem začíná, měl by vybírat obruče určené začátečníkům, které mají zpravidla průměr 95 cm – 1 metr a jsou vyrobené z trubky o šíři 2,5 cm. Větší průměr a vyšší váha (max. do 1 kg) zaručí pomalejší rotaci a pro osobu, která krouží je tak snadnější obruč v pase udržet. Naopak obruče, které jsou lehčí a jejich průměr je menší jsou při rotaci rychlejší – hooper by měl mít již vytvořenou pohybovou paměť, aby bylo kroužení s takovouto lehčí a menší obručí zvládnutelné.

## Velikost
Průměr obruče se různí především podle věku a vzrůstu hoopera. Obecně lze říci, že se jejich průměr pohybuje nejčastěji od 0,5m po 1,02m. Dětem jsou určeny obruče s průměrem okolo 0,71m, zatímco u obručí pro dospělé může průměr dosahovat hodnoty až o 0,5 m vyšší.

## Materiál
Tradičním dříve používaným materiálem byl například rattan či proutí. Dnes se téměř výlučně používá na výrobu obručí hula hoop pouze plast. Často je pak plastový základ omotán ozdobnou barevnou páskou.
Výjimku tvoří žáruvzodrné obruče, používané na tzv. fire-show.